# Moosa Aminath Shahurunaz
Moosa Aminath Shahurunaz (* 3. Februar 1995) ist eine Badmintonspielerin von den Malediven. 

## Karriere
Moosa Aminath Shahurunaz nahm 2014 an den Asienspielen teil. Sie schied dort mit der Damennationalmannschaft ihres Landes im Achtelfinale aus. 2010, 2011, 2012 und 2013 war sie bei den Maldives International am Start. 2011 erreichte sie dabei mit einer Viertelfinalteilnahme im Mixed ihr bestes Resultat.